# مستشفى تخصصي
المستشفى التخصصي هو نوع من أنواع المستشفيات تشمل مراكز الصدمات، ومستشفيات التأهيل، ومستشفى أطفال، ومستشفيات كبار السن (المسنين)، والمستشفيات للتعامل مع الاحتياجات الطبية الخاصة مثل المشاكل النفسية (انظر مستشفى الأمراض النفسية)، وبعض فئات الأمراض مثل أمراض القلب، والأورام، أو أمراض العظام، وما إلى ذلك. في ألمانيا تسمى المستشفيات المتخصصة Fachkrankenhaus. على سبيل المثال Fachkrankenhaus Coswig (لجراحة الصدر).
قد يكون المستشفى مبنىً واحدًا أو عددًا من المباني في الحرم الجامعي. بدأت العديد من المستشفيات التي تعود أصولها إلى ما قبل القرن العشرين كمبنى واحد وتطورت إلى حرم جامعي. ترتبط بعض المستشفيات بالجامعات لإجراء البحوث الطبية وتدريب العاملين الطبيين مثل الأطباء والممرضات، وغالبًا ما تسمى المستشفيات التعليمية. في جميع أنحاء العالم، يتم تشغيل معظم المستشفيات على أساس غير ربحي من قبل الحكومات أو المؤسسات الخيرية. ومع ذلك، هناك بعض الاستثناءات، على سبيل المثال، في الصين، حيث لا يمثل التمويل الحكومي سوى 10٪ من دخل المستشفيات.
يمكن للمستشفيات المتخصصة المساعدة في تقليل تكاليف الرعاية الصحية مقارنة بالمستشفيات العامة. على سبيل المثال، تسمح وحدة القلب في مدينة نيرايانا هرودايالايا (Narayana Hrudayalaya) الصحية في بنغالور، المتخصصة في جراحة القلب، لعدد كبير جدًا من المرضى. حيث تحتوي على 3000 سرير (أكثر من 20 ضعف متوسط المستشفى الأمريكي) وفي جراحة قلب الأطفال وحدها، فإنه يقوم بإجراء 3000 عملية قلب سنويًا، مما يجعله أكبر مرفق من هذا القبيل في العالم. يُعطى الجراحون راتبًا ثابتًا بدلاً من الدفع عن كل عملية؛ وبالتالي، تنخفض تكاليف المستشفى عندما يزداد عدد الإجراءات، وذلك بالاستفادة من وفورات الحجم. بالإضافة إلى ذلك، يقال إن التكاليف تنخفض لأن كل المتخصصين فيها يصبحون فعالين من خلال العمل على إجراء «خط إنتاج» واحد.